# Farnetta
Farnetta (Castrum Farnectae in latino) è una frazione del comune di Montecastrilli, in provincia di Terni.
Il paese, di origini medioevali, si trova ad una altezza di 385 m s.l.m., su dolci colline umbre, a circa 4 km da Montecastrilli e 3 km da Avigliano Umbro. Secondo i dati del censimento Istat 2001, risulta abitato da 246 residenti, ma nel 2024 erano arrivati a 278.

## Origini del nome
Farnetta deriva molto probabilmente dal nome di un tipo di albero molto comune nei boschi delle limitrofe campagne: Quercus frainetto. La denominazione di Frainetto fu un errore ortografico fatto al momento della classificazione botanica nel Settecento: il nome corretto doveva essere proprio farnetto. Questo albero dalle grandi foglie, nettamente più grandi rispetto al cerro e alla roverella, ottimo legno da costruzione, è facilmente identificabile nei boschi di Farnetta e nei percorsi naturalistici che li attraversano .
Un'altra ipotesi sulla provenienza del toponimo Farnetta viene riportata da Pietro Stefanucci che nella sua Della descrizione di tutti li castelli, villaggi del territorio e diocesi di Todi fatta dal nobil uomo Pietro figlio di Pirro Stefanucci antiquario di detta Città scrive: "Farnetta, Castello. È probabile che avesse origine da qualche persona della gente Fannia, detta poi corrottamente dal volgo Farnia in tempo della Colonia".

## Storia
Il paese esiste sin dall'Alto Medioevo. I primi documenti storici sono due. Uno segnato al numero 1174 del Regesto di Farfa, datato 5 marzo 1112, riporta la volontà del conte Rapizone degli Arnolfi di donare con una certa imprecisione una serie di chiese e fondi al monastero della Vergine Maria di Farfa, con le relative clausole. Un altro, segnato al numero 1175 e datato ancora 1112, riporta i nomi delle chiese e dei fondi donati: qui compare una chiesa di Farnetta e quella di San Lorenzo in Nifili, posta nel territorio di Farnetta.

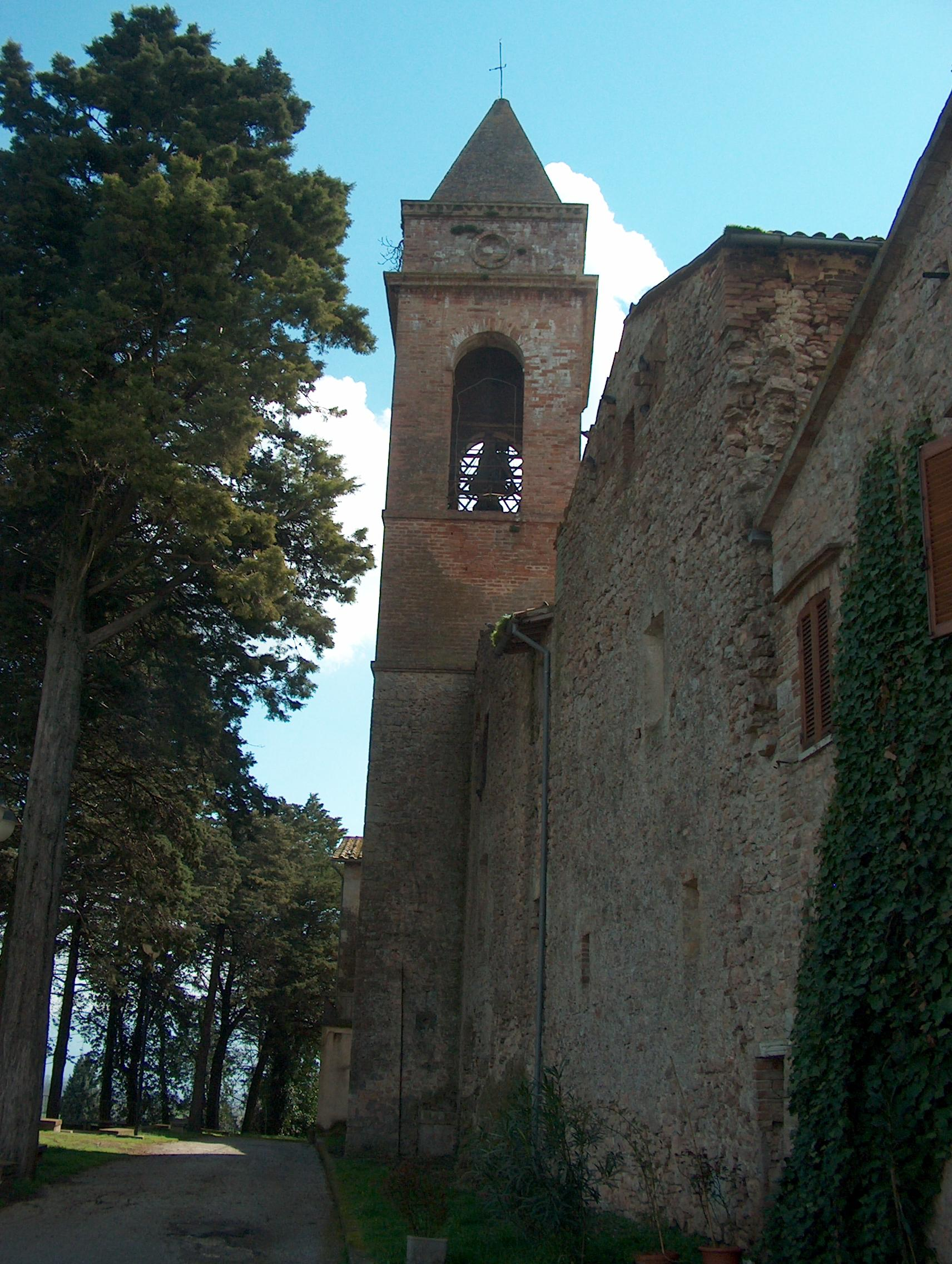
Mura medioevali e campanile di Farnetta.

### Farnetta nelle Terre Arnolfe
Storicamente è noto che nel 962 Ottone I aveva assegnato ad un suo collaboratore di nome Arnolfo una parte cospicua di territori nell'Umbria meridionale posti tra Terni, Todi e Narni tra cui Farnetta. Fu questa l'origine delle cosiddette Terre Arnolfe che rimasero per secoli un'entità politico-amministrativa indipendente. Nel 1018 le Terre Arnolfe passarono sotto la giurisdizione diretta della Chiesa di cui gli Arnolfi divennero feudatari.
All'inizio del XIII secolo i territori intorno Farnetta vennero conquistati da Todi e Farnetta cessò di far parte delle Terre Arnolfe entrando a far parte del contado di Todi. Farnetta divenne quindi un avamposto di frontiera di Todi verso Amelia e Narni con cui Todi si scontrò duramente nei secoli XII-XV.

### Il legame del Castello di Farnetta con Todi
Farnetta ha fatto per secoli parte del 'comitatus tudertinus' e della cui diocesi fa tuttora parte. È probabile che già in epoca romana questi territori facessero parte del municipio romano di Todi: infatti le diocesi più antiche venivano a coincedere proprio con le suddivisioni amministrative romane. Nel 1577, il consiglio di Todi ordinò di apporre lo stemma dell'aquila, simbolo della città, sulla porta d'ingresso del paese, il cui territorio si trovava ricompreso nella Pievania di S. Vittorina, una delle 19 pievanie che costituivano il comitatus comunale tuderte.
Con il nuovo motu proprio di Leone XII del 21 dicembre 1827 si assiste ad un'importante variazione della situazione amministrativa. Le modifiche sono per il territorio di Farnetta importanti. Il numero delle comunità autonome aumenta notevolmente e si realizza un'ulteriore frantumazione dello Stato Pontificio. Il comune di Montecastrilli ottiene l'autonomia e diviene sede di podesteria, soggetta al governo distrettuale di Terni nella delegazione di Spoleto. 
Termina così il secolare dominio di Todi sui territori intorno Farnetta, ora per la prima volta soggetti al governo di Terni. Todi è sede di governo distrettuale nella delegazione di Perugia.

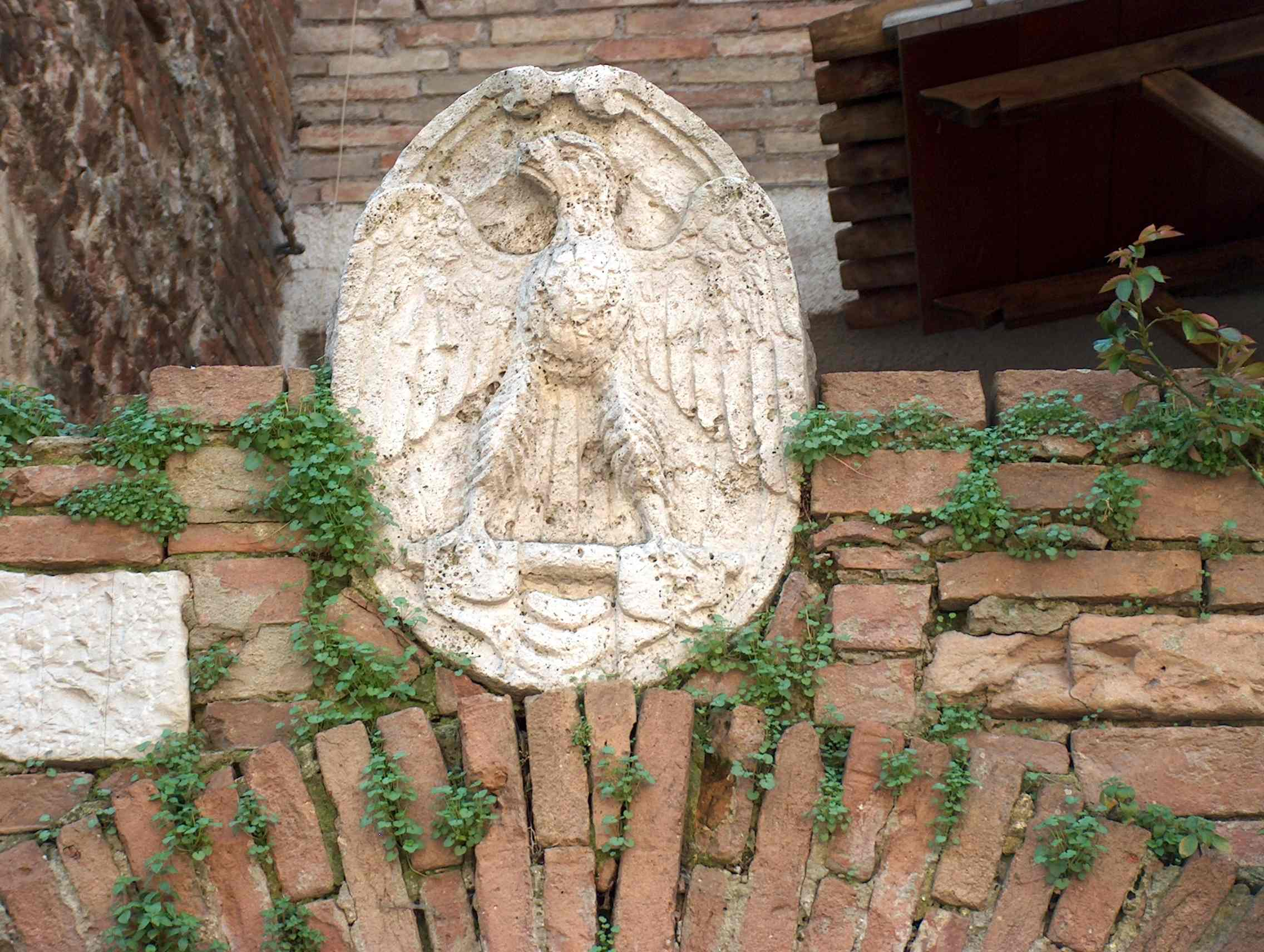
Stemma di Todi a Farnetta.

### La Macchia di Farnetta
Fin dal medioevo, gli abitanti di Farnetta (Communitas Castri Farnectae) possedevano vasti appezzamenti di bosco in proprietà collettiva. Il 17 ottobre 1828 la "macchia di Farnetta", delle dimensioni di circa 93,50 ettari, fu concessa su rogito di Vincenzo Petti in enfiteusi perpetua al Comune di Montecastrilli, su autorizzazione della Congregazione del Buon Governo di Roma, che nel frattempo ne era giunta in possesso, dietro il pagamento di un canone annuo di 8 scudi romani.
La proprietà di questi terreni passò successivamente dalla Congregazione del Buon Governo ai Carmelitani Scalzi di Roma. Il Comune di Montecastrilli vendette, nel 1858, tale enfiteusi perpetua a Pasquale Fratini, dietro pagamento di un canone di 10 scudi romani annui, che successivamente fu di nuovo venduta dallo stesso Fratini (subenfiteusi).
Ai farnettani fu concessa la servitù di pascolo (ius pascendi) e di raccolta della legna secca nel bosco (ius legnandi) (cioè la raccolta di «ramuncolos siccos et prostratos») per dieci mesi l'anno (fatta eccezione per i mesi di ottobre e novembre) pur essendo questi territori appartenuti ancora in precedenza alla Comunità di Farnetta, come dal Catasto del 1744. Nel 1888 su rogito del notaio Foglietti i farnettani si accordarono con gli ultimi subenfiteuti (divenuti proprietari sulla base delle leggi di affrancazione) che rinunciarono alla servitù di pascolo e legnatico in cambio della proprietà esclusiva di un quarto della macchia.
Erano gravati di servitù non soltanto questi 93,50 ettari di terreno boschivo (nei vocaboli Il Castagno, La Cesa, Strapponi, Sodaretti), ma anche altri 40 ettari circa di bosco, ricadenti nel territorio di Avigliano (presso i vocaboli La Rena, La Pola, La Cerreta, Tavoleto). È significativo osservare che in passato il castello di Farnetta deve aver avuto una maggiore importanza, in considerazione dei possedimenti (anche fuori di quello che oggi è il proprio territorio, che in precedenza doveva essere ben maggiore) e del numero di abitanti.

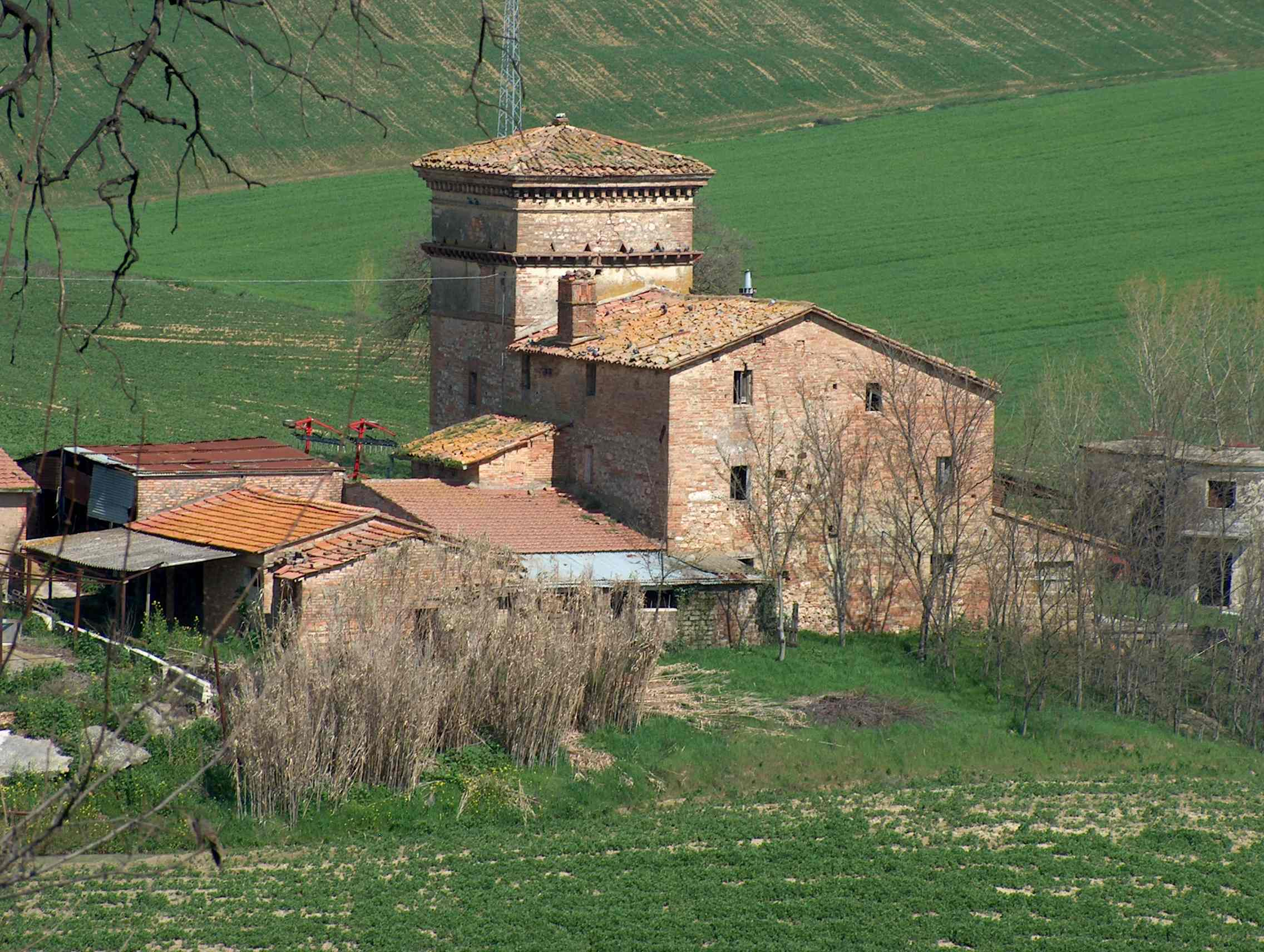
Antica torre di avvistamento della Palombara di epoca tardo-medioevale nei pressi di Farnetta.

## Economia
Il turismo e l'agricoltura rappresentano la risorsa principale di sostentamento. Autori latini come Varrone e Columella ricordano questo territorio per la particolare disciplina e cura delle coltivazioni, oltre che per l'elevata qualità delle produzioni agricole. Numerosi sono gli agriturismi e i locali tipici (trattorie e ristoranti) che operano nei territori intorno Farnetta.

### Il Quercus frainetto

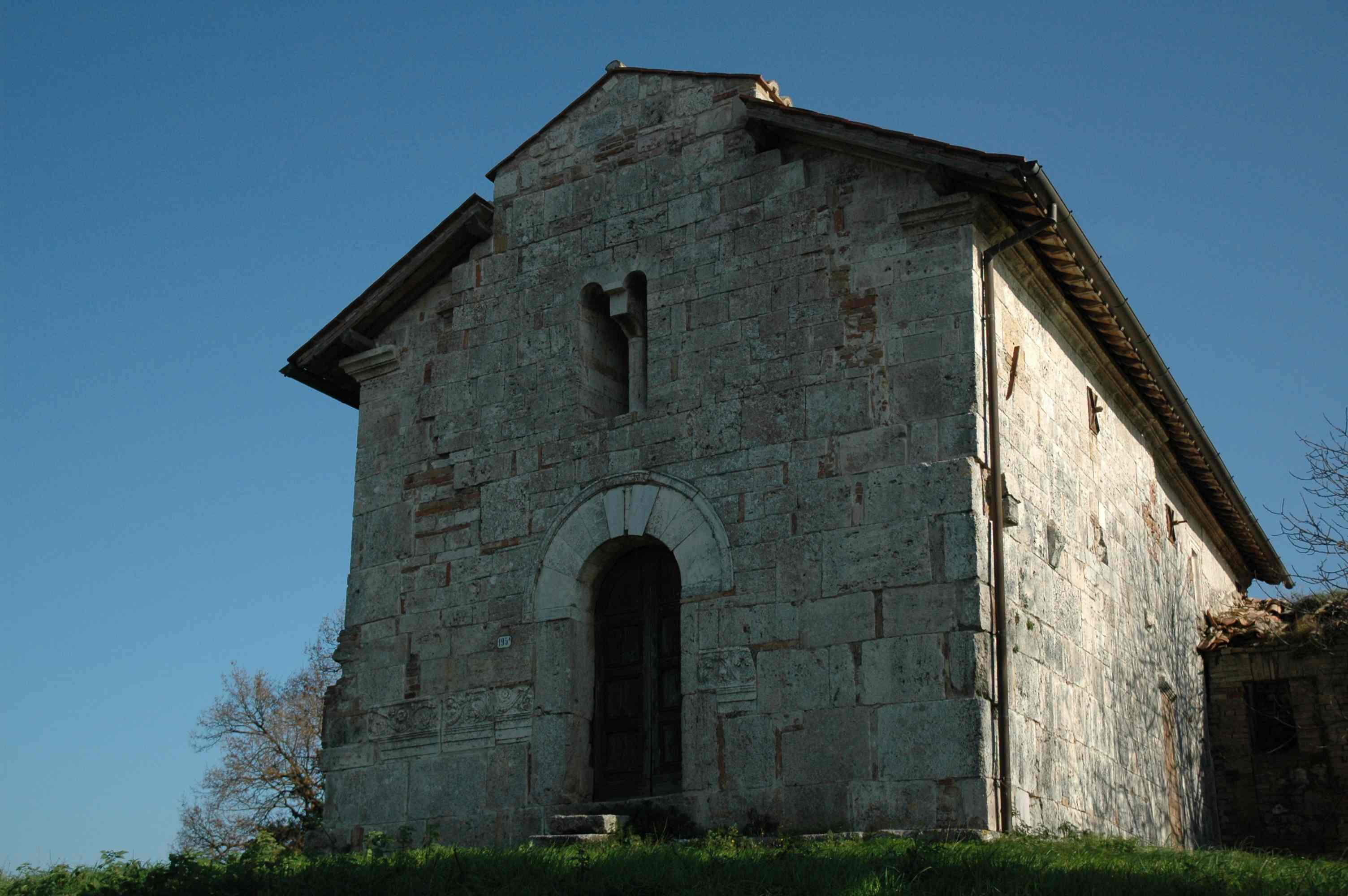
La chiesa di San Lorenzo.

Questo tipo di quercia è molto diffuso nei boschi di Farnetta (Bosco dei Castagni, Tavoleto, Sodaretti, Strepponi), ma di esso non v'è traccia negli altri luoghi umbri. Evidentemente, già in antico qualcuno aveva notato la presenza del Quercus frainetto che si distingue dal più diffuso Quercus cerris (il cerro), per il colore chiaro della corteccia, il fusto irregolare e contorto, l'accrescimento lento. Doveva essere sicuramente nota anche la maggiore durabilità che il legno di Quercus frainetto presenta nell'utilizzo, come materiale da costruzione per solai e coperture.

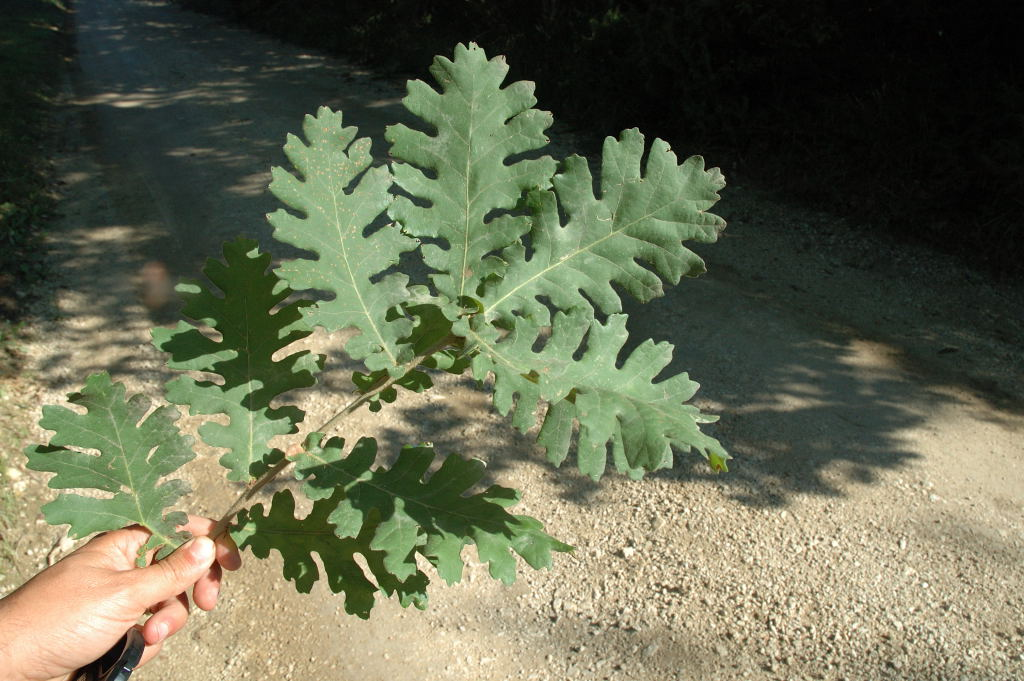
Foglie di farnetto.

La presenza nelle campagne di Farnetta di popolamenti quasi puri di Quercus frainetto in associazione talvolta con Quercus pubescens e Sorbus domestica è di notevole interesse. Il Quercus frainetto non è un albero raro o in via di estinzione: tuttavia l'areale del farnetto non si spinge più a nord del Lazio. La specie, diffusa nei climi caldi, è presente solo in Italia meridionale.

## Monumenti e luoghi d'interesse
- Chiesa di San Lorenzo (X secolo).Risale al X secolo ed è posta nella antica parrocchia di Farnetta, da cui dista circa 2,5 km;  San Lorenzo era (ed è) al centro di un grande tenimento agricolo di circa 50 ettari di proprietà della parrocchia di Farnetta (ora Istituto di Sostentamento del Clero di Todi) che per secoli ha reso la parrocchia di Farnetta ricca e ambita.  La chiesa è situata lungo un importante diverticolo romano della Via Amerina che collegava Roma con Amelia, Todi ed il nord. Questo percorso assunse una significativa rilevanza in epoca alto-medioevale a seguito del controllo longobardo della vicina Via Flaminia. La chiesa, di piccole dimensioni, è costruita con blocchi di pietra, di diversa grandezza, di reimpiego romani. In facciata, alcuni blocchi presentano pregevoli decorazioni floreali. Una cornice in pietra corre lungo entrambe le pareti laterali e per un breve tratto piega anche verso la facciata; probabilmente su essa si innesta la volta a botte della copertura interna. L'interno è a navata unica con volta a botte, preceduta da un piccolo atrio anch'esso voltato a botte, dove si notano tracce di antichi affreschi. Il passaggio tra l'atrio e la navata avviene attraverso un varco sovrastato da un arco a tutto sesto, definito da una decorazione di mattoncini posizionati a dente di sega. La zona del presbiterio (rivolta verso est), rialzata con due gradini, ospita l'altare a cippo, che ha un'iscrizione risalente all'anno Mille. L'abside è di forma semicircolare ed ha un semicatino superiore. La parete interna, opposta a quella dell'altare, presenta degli affreschi (XV secolo) ancora in buono stato. Le pareti laterali, oltre ad avere tracce di affreschi, sono caratterizzate da cornici di pietra di varie forme, poste ad altezza diversa. Nell'intonaco sono inoltre visibili segni di aperture rimaneggiate nel tempo. La casa colonica limitrofa, che un tempo inglobava parte della chiesa, è attualmente in rovina.

- Chiesa di San Nicolò (XV secolo-XIX secolo), artisticamente illuminata di notte. La chiesa di S. Nicolò di Farnetta è più recente rispetto a quella di S. Silvestro ed è stata eretta dopo il 1467. Nella nuova chiesa di S. Nicolò fu trasportata un'immagine di San Silvestro, che vi rimase fino al XVIII secolo. Per tutto il XV, XVI e XVII secolo la chiesa di Farnetta era riportata sotto il titolo di San Silvestro e San Nicolò.[2] In chiesa, alla parete destra, è una tela con l'Ultima Cena di Andrea Polinori.[3]

- Palazzo Nevi (XVIII secolo), con l'annessa cappella gentilizia: antica dimora di una famiglia notabile, caratterizzata da stalle e antiche cantine al piano terra.
- Cappella di santa Lucia (XVIII secolo), piccola cappella seicentesca appena fuori il castello, con un bel dipinto ad olio antico, recentemente restaurata.
- Torre di avvistamento della Palombara: antica torre del XVI secolo, oggi in stato di abbandono appena fuori il castello di Farnetta per controllare le vie di comunicazione tra Todi e Amelia. Trasformata in colonia agricola nel settecento.
- Mura medioevali del Castello di Farnetta, costruite nel quattrocento, con 2 torrioni medioevali, di cui uno trasformato in campanile.

### Antica chiesa di San Silvestro
La più antica chiesa di cui si hanno notizie in Farnetta è quella di San Silvestro, oggi non più esistente, citata nei libri delle decime già dal XIII secolo. Con molta probabilità questa chiesa è stata per molti secoli la chiesa più importante di Farnetta, finché nel XV secolo venne costruita la nuova chiesa di S. Nicolò. Dove si trovasse con precisione questa chiesa non è noto; tuttavia, non lontano da Farnetta, vicino al vocabolo Zappa, esiste un campo di proprietà di una vecchia famiglia di Farnetta, chiamato San Silvestro. Questa toponomastica è riportata anche nel Catasto Gregoriano della prima metà del XIX secolo e molti farnettani sostengono che su quell'area, in antico, vi sia stato un cimitero. Sta di fatto che ancora oggi è possibile trovare su questo campo resti di tegole e terracotta insieme a ossa. È significativo osservare che, nei pressi di San Silvestro, esiste il toponimo "Vocabolo Castelvecchio", che sembra confermare l'ipotesi della presenza di un abitato con una chiesa in questa parte del territorio di Farnetta.

### Foresta fossile di Dunarobba
Su un terreno un tempo di proprietà della famiglia Nevi a 3 km da Farnetta sono venuti alla luce a seguito dell'asportazione dell'argilla del terreno per la produzione di laterizi enormi tronchi fossili di lignite databili tra i due i tre milioni di anni fa. La cosiddetta foresta fossile di Dunarobba rappresenta un esempio unico di una foresta pietrificata con i tronchi ancora posti parzialmente in verticale. I numerosi tronchi fossili, tutti monospecifici, sono stati classificati come Taxodioxylon gypsaceum (Biondi & Brugiapaglia 1991). Questa specie, secondo i due studiosi, presenta caratteristiche anatomiche molto simili all'attuale Sequoia sempervirens.

## Feste popolari
A Farnetta storicamente si celebrava la festa della Madonna del Divino Amore, celebrata nella ultima domenica di Agosto. A partire dagli anni sessanta del XX secolo, su iniziativa dal parroco di allora don Romolo Fumini si è invece cominciato a festeggiare santa Rita (22 maggio). Ogni anno tra l'ultima settimana di maggio e la prima di giugno si celebra santa Rita con un programma religioso (processione e benedizione di macchine e mezzi agricoli, solenne celebrazione eucaristica) e un programma ricreativo (taverna del Curato con le famose ciriole all'ortica, serate danzanti, gare di briscola e di ballo, e altro).

## Area protetta
Nel 2007 la Provincia di Terni, in considerazione della rilevanza faunistica dei territori intorno Farnetta, ha stabilito di individuare una Zona di ripopolamento e cattura per animali denominata “Farnetta ”, che include Ha 1.278 circa dei territori dei comuni di Montecastrilli e Avigliano Umbro.

## Sport

### Impianti sportivi
A Farnetta vi sono i seguenti impianti sportivi aperti al pubblico:
- Campo di calcio;
- Campo da calcetto;
- Piscina.

## Società

### Evoluzione demografica
Farnetta, insieme ad Avigliano e Sismano, è uno dei castelli più antichi del circondario.
Con la fondazione di nuovi castelli nel XII secolo (Montecastrilli, Castel dell'Aquila, Frattuccia, Collicello) l'importanza di Farnetta declinò.
Il primo censimento relativo al territorio di Farnetta è datato 1292 e riporta che a Farnetta vi erano 96 fuochi (ogni fuoco corrisponde a circa 4 persone). Tra quattrocento e cinquecento, presumibilmente a seguito delle epidemie di peste, la popolazione diminuì drasticamente fino a raggiungere i 13 fuochi nel 1552 (circa 62 persone). Da allora la popolazione residente è in aumento, soprattutto a partire dal Seicento quando la mezzadria cominciò a diffondersi nel centro Italia, determinando un sostanziale miglioramento delle condizioni di vita della classe popolare. C'è inoltre da tener presente una significativa presenza di turisti nel corso delle stagioni calde ospitati nelle numerose attività agrituristiche presenti a Farnetta.
| Evoluzione demografica del territorio di Farnetta |          |
| Anno                                              | Abitanti |
| 1292                                              | 461      |
| 1552                                              | 62       |
| 1617                                              | 159      |
| 1620                                              | 170      |
| 1650                                              | 110      |
| 1676                                              | 130      |
| 1682                                              | 133      |
| 1706                                              | 160      |
| 1725                                              | 147      |
| 1727                                              | 153      |
| 1740                                              | 192      |
| 1747                                              | 176      |
| 1750                                              | 175      |
| 1761                                              | 159      |
| 1806                                              | 162      |
| 1817                                              | 185      |
| 1848                                              | 243      |
| 1861                                              | 344      |
| 1871                                              | 343      |
| 1881                                              | 358      |
| 1901                                              | 374      |
| 1911                                              | 312      |
| 1921                                              | 335      |
| 1931                                              | 423      |
| 1951                                              | 584      |
| 1961                                              | 395      |
| 1971                                              | 288      |
| 1981                                              | 239      |
| 1991                                              | 238      |
| 2001                                              | 246      |
| 2004                                              | 283      |
| 2024                                              | 278      |